# Tercermundisme

Els «tres mons» de la Guerra Freda el 1975. Els països neutrals i no alineats es mostren en verd.

El tercermundisme és, originàriament, una ideologia política relacionada amb l'esquerra política, el nacionalisme econòmic, el socialisme i l'antiimperialisme de diverses regions del món que reivindiquen, entre altres qüestions, l'apoderament, el desenvolupament econòmic i social i l'autonomia del Tercer Món.

## Història
El terme «tercermundisme» va ser encunyat pel demògraf Alfred Sauvy el 1952 per a descriure els països que en el marc de la Guerra Freda no es trobaven políticament alineats ni amb el Primer Món, és a dir, els Estats Units d'Amèrica i els seus aliats, ni amb el Segon Món, això és, la Unió Soviètica i els seus aliats. Sauvy va afirmar que «aquest Tercer Món ignorat, explotat, menyspreat com el tercer estat, vol, també, arribar a ser quelcom». Posteriorment, el terme s'ha simplificat per anomenar l'estat d'un país o una regió amb un índex de desenvolupament humà baix on la qualitat de vida del conjunt de la seva població és desfavorable. Així mateix, també ha adquirit una connotació pejorativa per a anomenar allò «de qualitat deficient».
D'altra banda, part de la teoria tercermundista sosté que el subdesenvolupament dels països del Tercer Món és producte del colonialisme occidental i les derivacions posteriors. Així, la responsabilitat de la pobresa de les nacions subdesenvolupades recau en la riquesa de les nacions desenvolupades. És un dels fonaments ideològics del model econòmic proposat per la teoria de la dependència. Moviments d'inspiració tercermundista han estat els moviments d'alliberament nacional i el Moviment de Països No-alineats.

Símbol representatiu del Moviment de Països No-alineats

Segons aquest plantejament, les antigues potències colonials són responsables de la penúria de les antigues colònies en la mesura que van explotar intensivament les seves riqueses en benefici propi i no en favor dels seus habitants ni d'un posterior desenvolupament de les regions afectades. Els abusos dels colonitzadors, que van adaptar la geografia política i econòmica als seus interessos, van afavorir els monocultius, van esgotar recursos naturals i van provocar diferents problemes demogràfics, impedint als colonitzats buscar camins propis cap al desenvolupament.
El tercermundisme denuncia també el neocolonialisme exercit per les velles potències i altres països com els Estats Units d'Amèrica, als quals acusen de seguir explotant el Tercer Món, ja sigui per mitjans econòmics, com els monopolis de les multinacionals o la creació de deute extern a través d'organismes internacionals de crèdit com el Fons Monetari Internacional, al qual s'acusa d'imposar als països condicions injustes per a rebre el seu finançament, i els tractats de lliure comerç; o per mitjans polítics com el finançament i la instigació de cops d'estat i la desestabilització de governs democràtics per mitjà d'operacions d'intel·ligència, suport militar i polític a governs afins i l'estigmatització del governs contraris acusant-los de donar suport a l'anomenat terrorisme o de ser part de l'Eix del Mal.

## Crítiques
Alguns sectors neoliberals sostenen que el tercermundisme està associat al proteccionisme, l'autoritarisme i les restriccions a la llibertat de mercat i de consum i, per tant, incentivaria la corrupció, l'augment de la burocràcia i els casos d'abús de poder, la ineficiència i l'aparició de monopolis, fets aquests, però, també existents en els països desenvolupats.
Així mateix, afirmen que l'endarreriment del Tercer Món seria una conseqüència del sistema polític i econòmic propi d'aquests països, oblidant que els seus sistemes de govern són imposats des de les potències. D'altra banda, d'acord amb els partidaris del tercermundisme, l'endeutament públic, la corrupció i la manca d'incentius per a l'estalvi i les inversions, que el neoliberalisme afirma que són causa de pobresa, són conseqüències de la colonització i del control dels mercats i dels recursos.